# هجوم ملخ‌ها ۱۳۹۶ کوهرنگ
هجوم ملخ‌ها ۱۳۹۶ کوهرنگ در روزهای ۱۷ تا ۲۴ تیر به مراتع، مزارع و باغات حتی اسباب و اثاثیه مردم کوهرنگ آسیب وارد کرد. هجوم ابتدا مراتع کرفس کوهی را در ۱۷ تیر تحت تأثر خود قرار داد ولی بعد ۲۴ تیر هجوم ملخ‌ها شدت گرفت. سطح آلوده به ملخ در اراضی زراعی و باغی به ۱۲۰۰ هکتار می‌رسد. برای مبارزه با آفت ملخ ۱۴۰۰ لیتر سم و ۳۰۰۰ کیلوگرم سبوس به منظور طعمه پاشی مزارع و مراتع در مناطق مستعد میان کشاورزان توزیع شد. میزان خسارت برآورد شده از هجوم ملخ در این منطقه ۶ میلیارد تومان برآورد می‌شود.

## یادداشتها
و کشاورزان سالانه محصولاتی همچون گندم جو و یونجه پرورش میدهند که سود مناسبی دارد
زمین های کشاروزی در این روستا به صورت دیم و آبی است.